# Jean-François Mattei

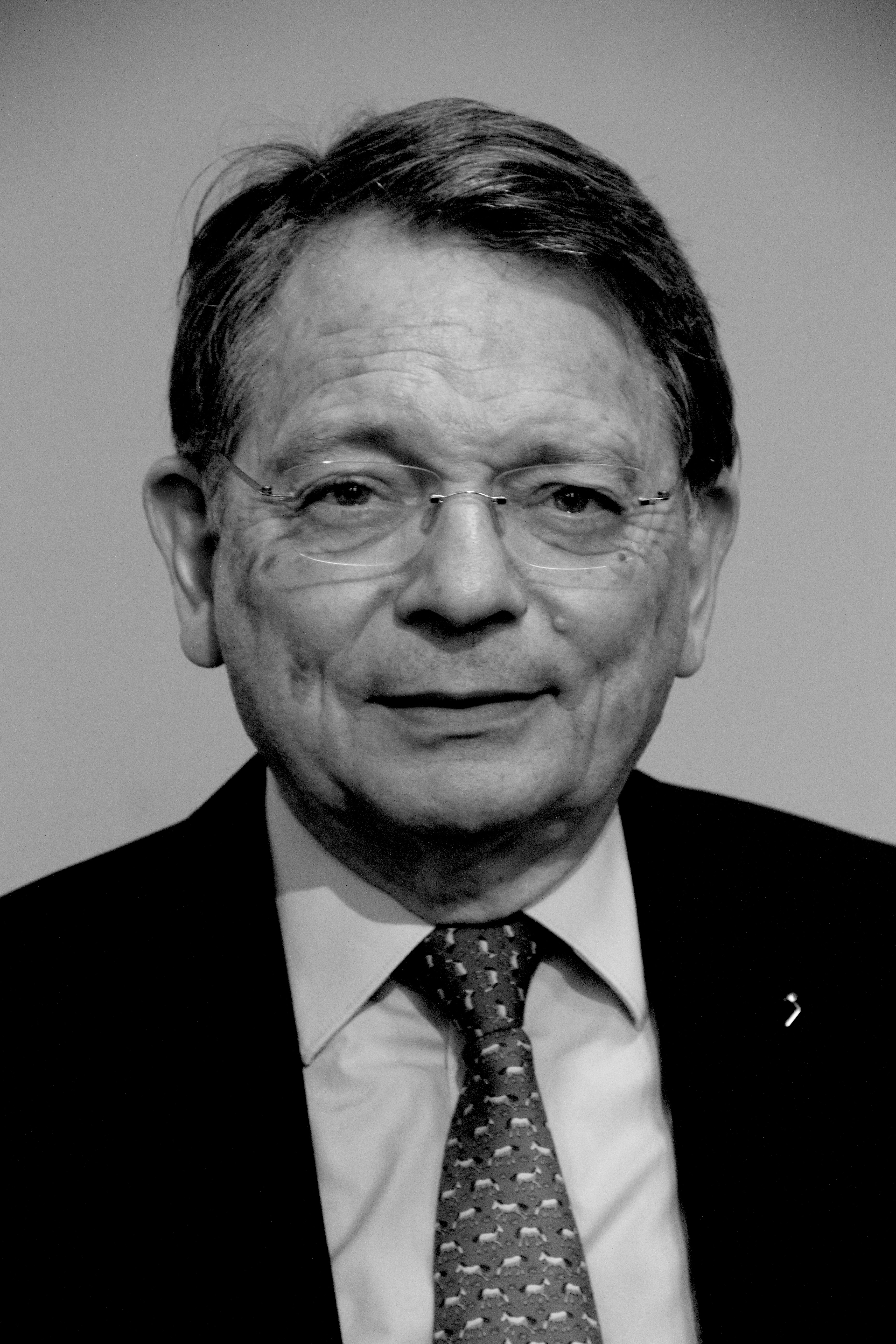
Jean-François Mattei, 2013

Jean-François Mattei es un médico y político francés nacido el 14 de enero de 1943 en Lyon.